# Vulvulininae
Vulvulininae es una subfamilia de foraminíferos bentónicos de la familia Spiroplectamminidae, de la superfamilia Spiroplectamminoidea, del suborden Spiroplectamminina y del orden Lituolida. Su rango cronoestratigráfico abarca desde el Paleoceno hasta la actualidad, aunque se ha citado en el Campaniense (Cretácico superior).

## Discusión
Clasificaciones previas incluían Vulvulininae en el suborden Textulariina, en el orden Textulariida, o en el orden Lituolida sin diferenciar el suborden Spiroplectamminina.

## Clasificación
Vulvulininae incluye a los siguientes géneros:
- Ammospirata †
- Vulvulina

Otros géneros considerados en Vulvulininae son:
- Schizophora, aceptado como Vulvulina
- Trigenerina, aceptado como Vulvulina
- Venilina, aceptado como Vulvulina